# Malbork (hrad)
Hrad Řádu německých rytířů v Malborku, obecně známý jako hrad Malbork (polsky: Zamek w Malborku; německy: Ordensburg Marienburg), je hradní komplex ze 13. století nacházející se ve městě Malbork v Polsku. Je to největší hrad na světě měřeno rozlohou a je zapsán na seznamu světového dědictví UNESCO.
Byl postaven Řádem německých rytířů, německým katolickým řeholním řádem křižáků, ve formě pevnosti typu Ordensburg a byl pojmenován Marienburg na počest Marie, matky Ježíše. V roce 1457, během třináctileté války, byl hrad prodán českými žoldnéři králi Kazimírovi IV. Polskému. Poté sloužil jako jedna z několika polských královských rezidencí a sídlo polských úřadů a institucí, což bylo přerušeno několikaletou švédskou okupací. Tuto funkci plnil až do prvního dělení Polska v roce 1772. Od té doby byl hrad přes 170 let až do roku 1945 na území Německého císařství, i když do značné míry chátral, protože díky vojenskému technologickému pokroku se stal pouhou historickou zajímavostí.
Doba výstavby je sporná, ale většina historiků obecně přijímá jako dobu výstavby 132 let mezi lety 1274 a 1406. Hrad je klasickým příkladem středověké pevnosti a po svém dokončení v roce 1406 byl největším cihlovým hradem na světě.
UNESCO označilo „Hrad Řádu německých rytířů v Malborku“ a Malborské hradní muzeum za světové dědictví v prosinci 1997. Je to jedno ze dvou míst světového dědictví v severním a středním Polsku, spolu se „středověkým městem Toruň“, které bylo založeno v roce 1231. Hrad Malbork je také jednou z oficiálních polských národních historických památek (Pomnik historii), jak bylo označeno 8. září 1994.

## Historie

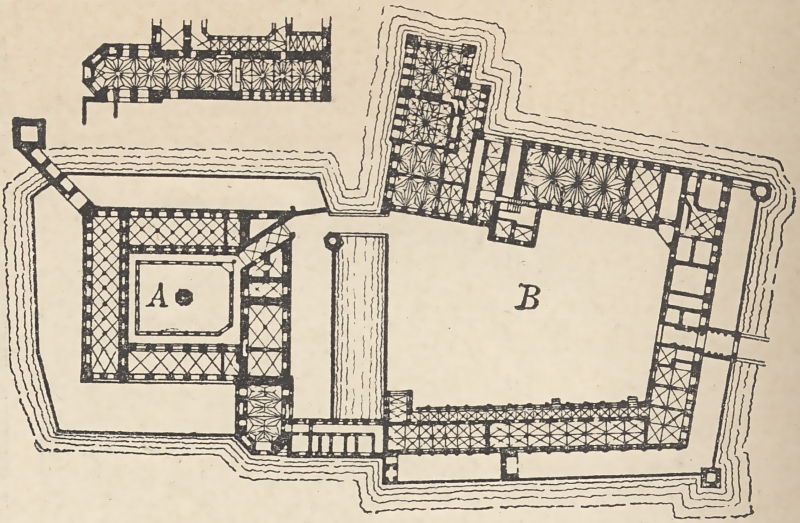
půdorys přízemí hradu

Řád německých rytířů zahájil stavbu hradu asi v roce 1274. Roku 1276 dostala městská práva osada, která vznikla při stavbě hradu. V letech 1309-1457 byl Malbork sídlem velmistra řádu a hlavním městem křižáckého státu.
Tvrz velmistra nebyla dobyta během obléhání polsko-litevskými vojsky pod vedením krále Vladislava II. Jagellonského po bitvě u Grunwaldu v roce 1410. Během třináctileté války hrad koupil od námezdné posádky vedené českým šlechticem Oldřichem Červenkou z Ledec král Kazimír IV. Jagellonský, pak byl do roku 1772 jednou z rezidencí polských králů. Hrad byl poškozen během válek se Švédskem, při dělení Polska a za napoleonských válek. Rekonstrukce zahájeny v roce 1817. Od r. 1877 byl hrad rekonstruován Konrádem Steinbrechtem až do jeho smrti v roce 1923, práce pokračovaly do roku 1945, kdy byl silně poškozen Rudou armádou během bojů o město. Rekonstrukce probíhá dodnes. V 50. letech místo rekonstrukce Starého Města byly ruiny rozebírány a stavební materiál se vyvážel pravděpodobně do Varšavy, což mělo negativní vliv na turistický rozvoj města, které má pouze hrad, ale bez historické městské části.

## Součást světového dědictví
Dne 1. ledna 1961 bylo založeno hradní muzeum. Rozhodnutí o jeho vzniku uspíšil požár střech Středního Hradu, jenž vypukl 7. září 1959. V roce 1997 byl hrad zapsán na seznam světového kulturního a přírodního dědictví UNESCO.

## Pohřby v mauzoleu pod kaplí sv. Anny
- Dietrich von Altenburg
- Heinrich Dusemer
- Winrich von Kniprode
- Konrad von Jungingen
- Michael Küchmeister von Sternberg
- Konrad von Erlichshausen

## Fotogalerie

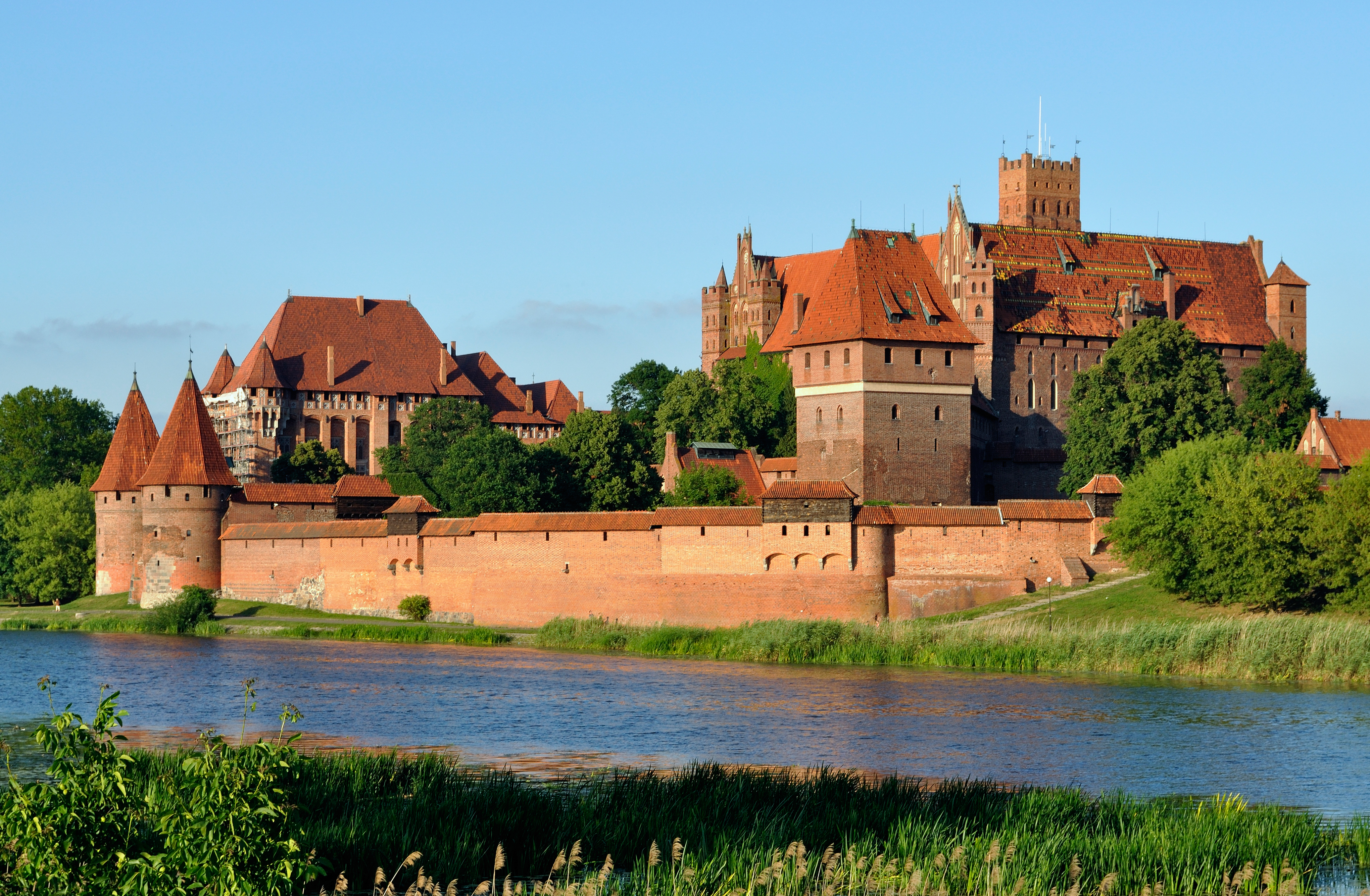
Malbork zblízka
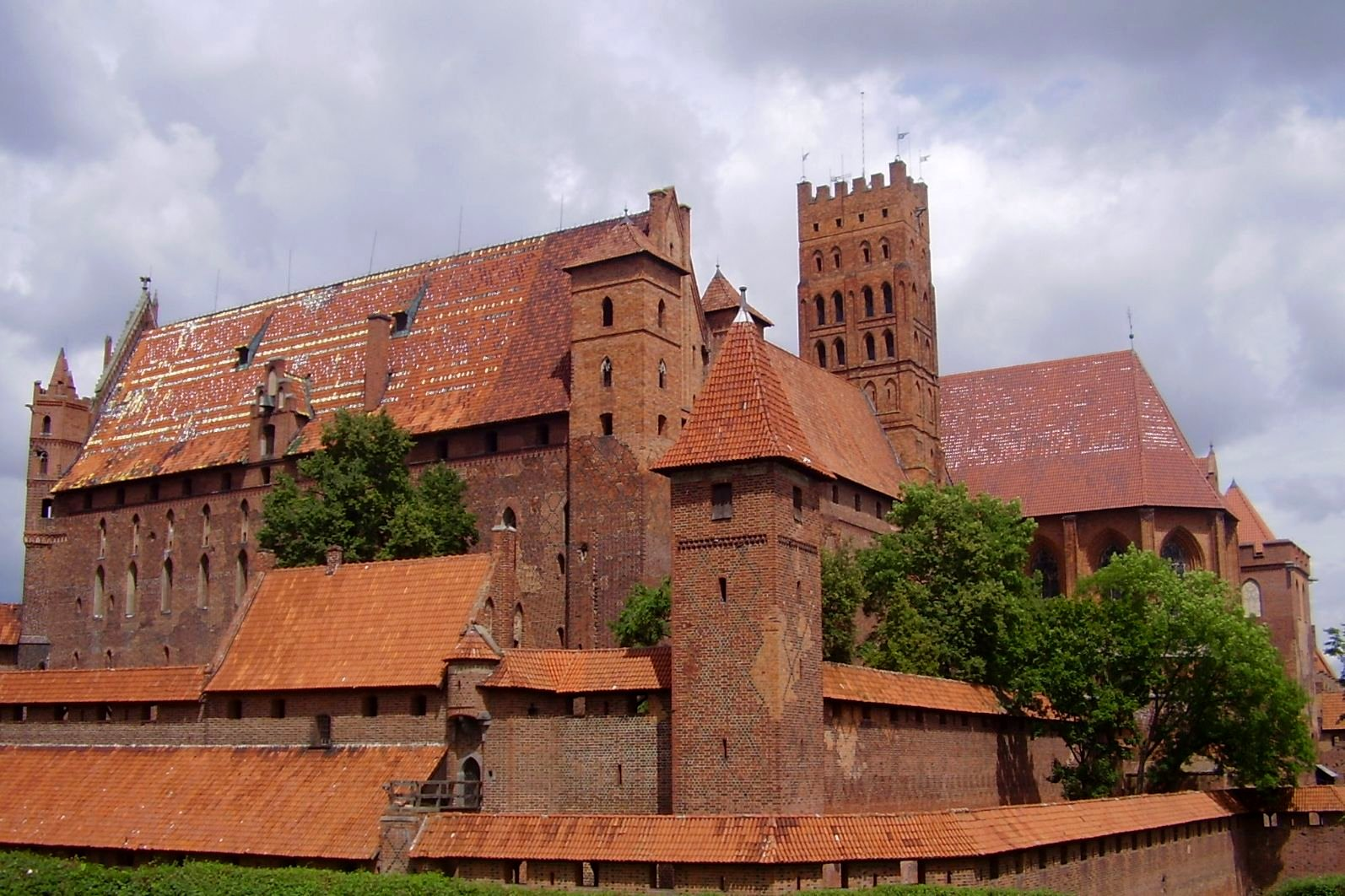
Horní hrad
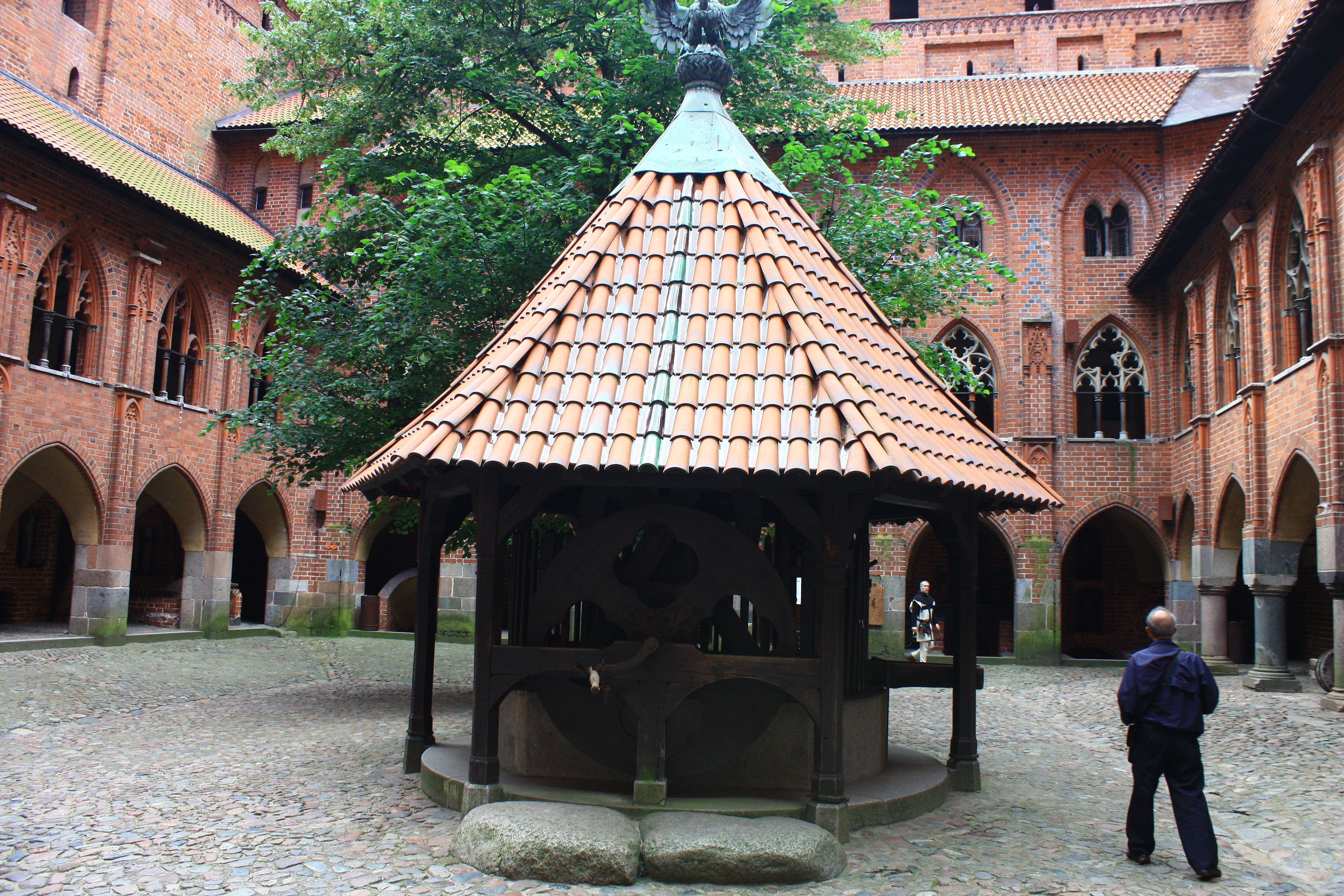
Nádvoří hradu
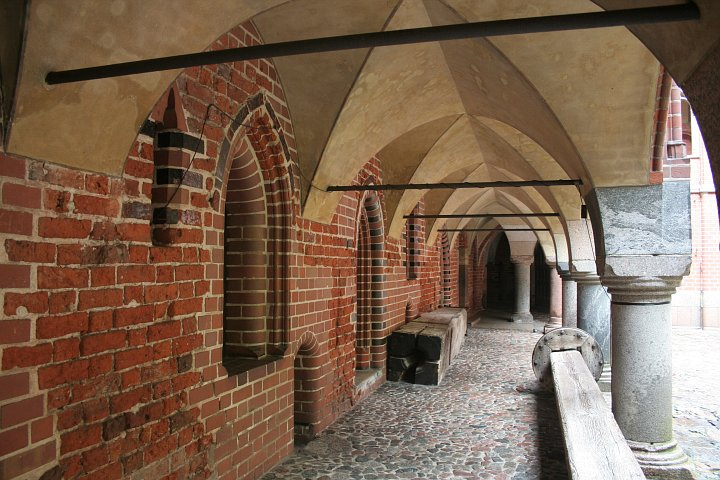
Křížová chodba
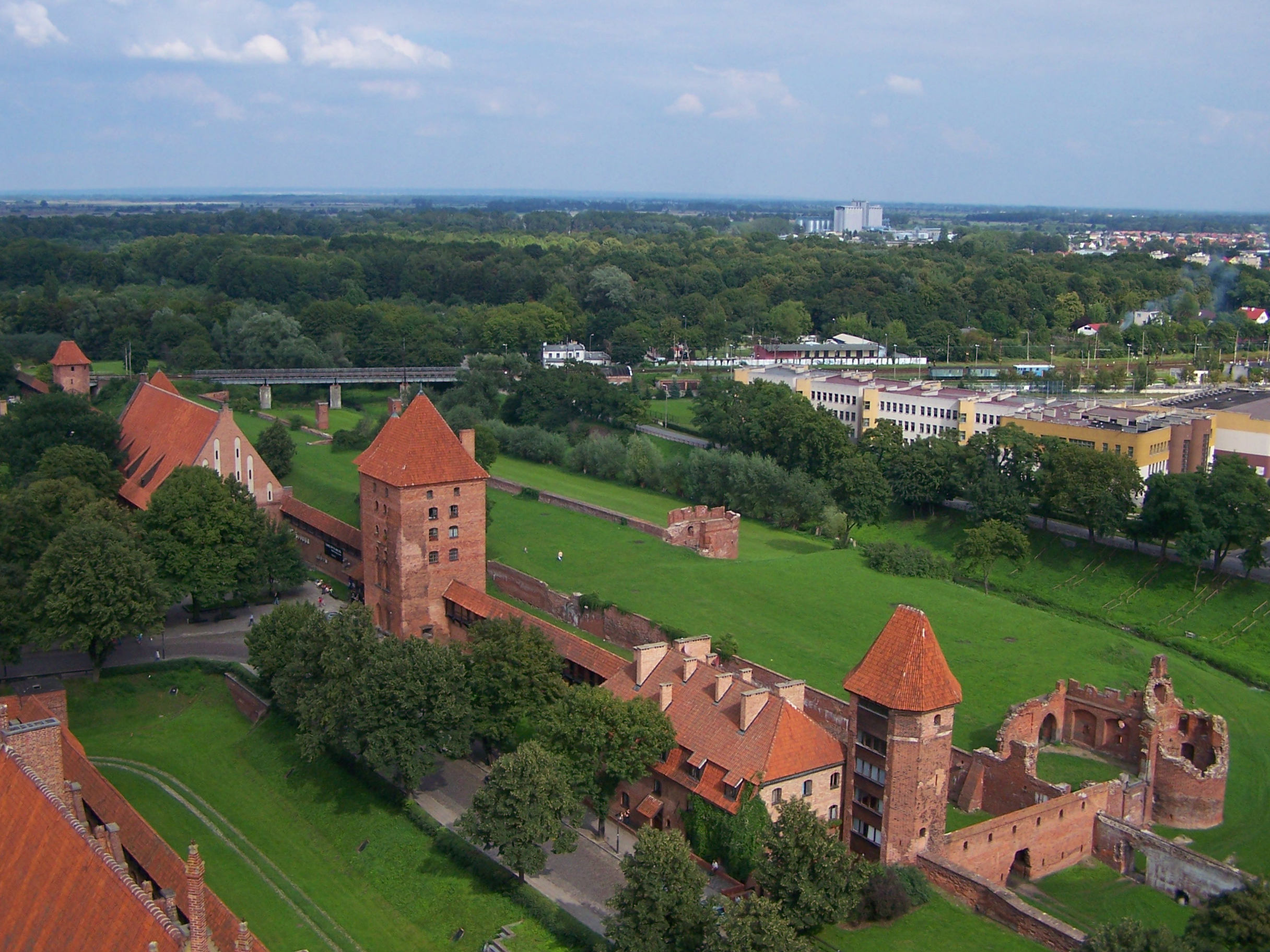
Letecký snímek
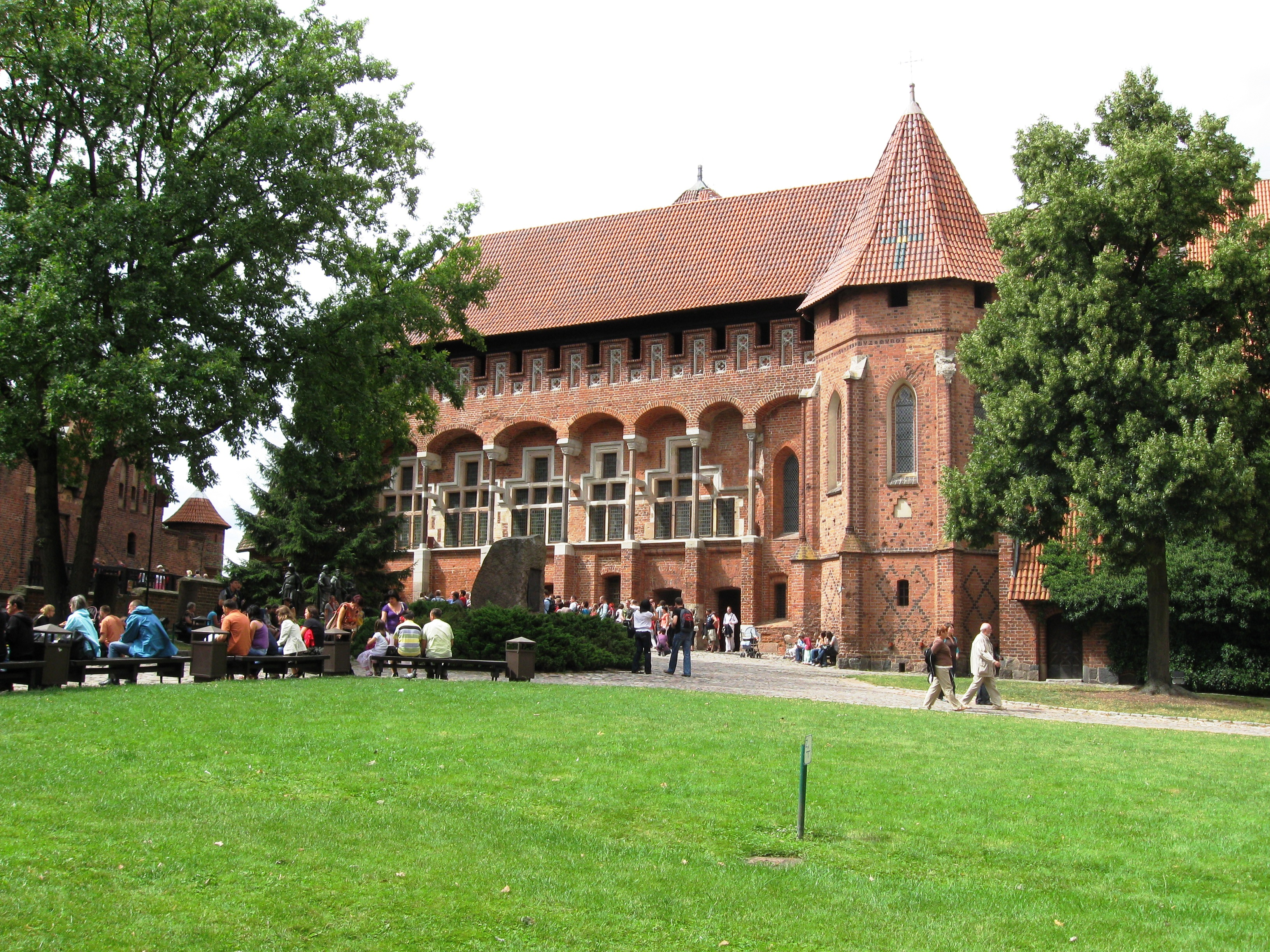
Střední část hradu
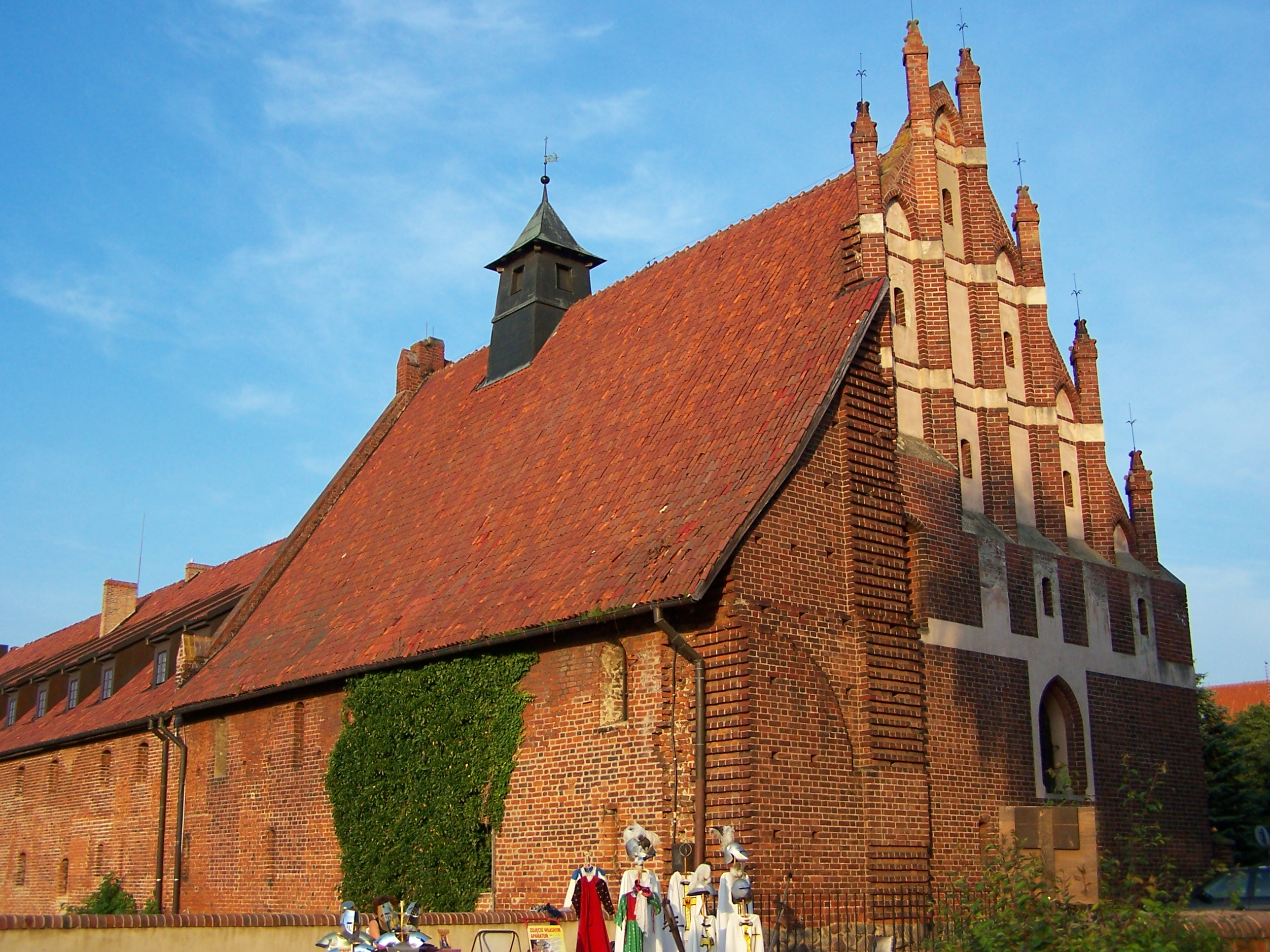
Kostel sv. Vavřince
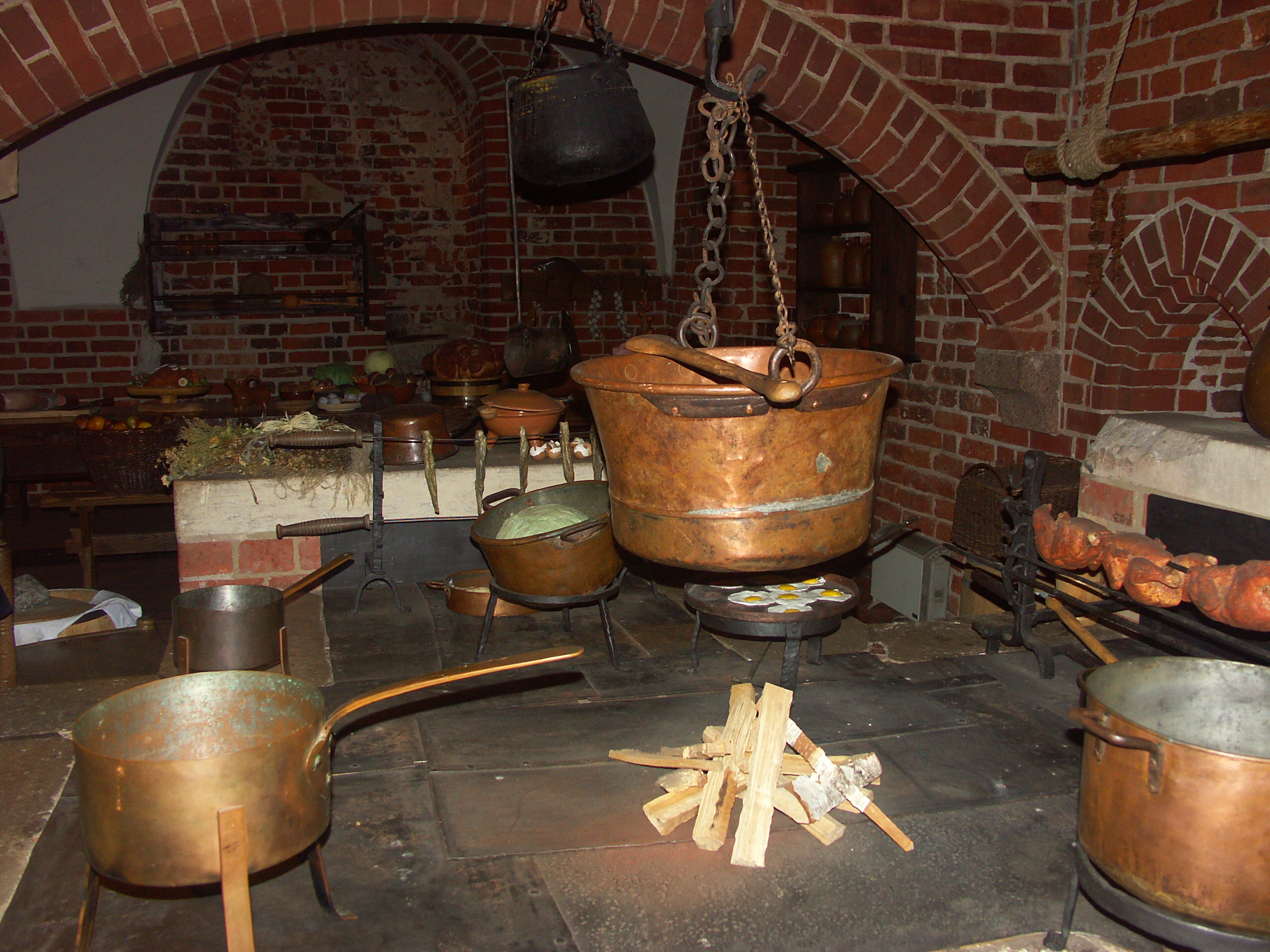
Hradní kuchyně
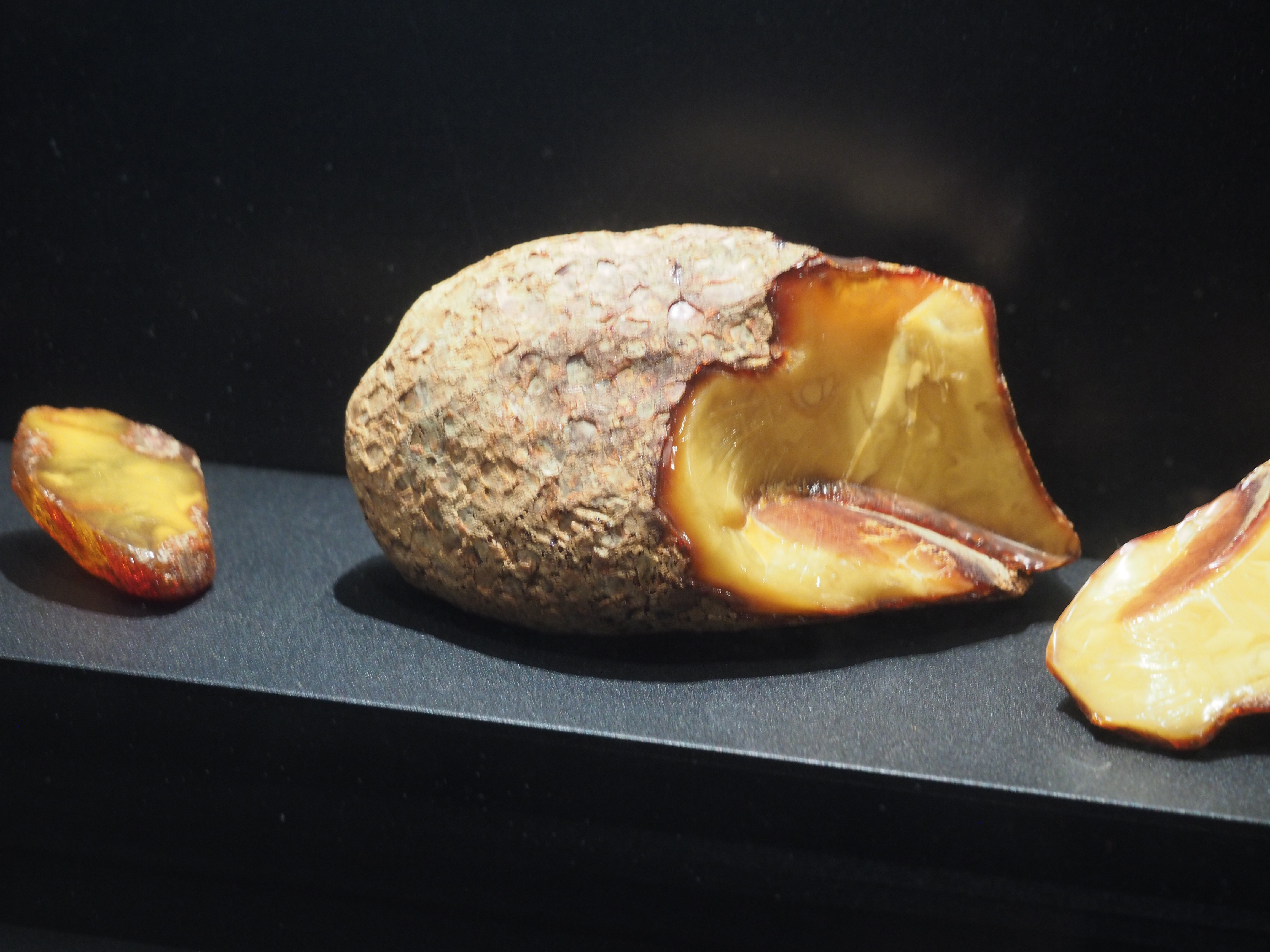
Muzeum jantaru